# Центральная ревизионная комиссия КПСС
Центра́льная ревизио́нная коми́ссия КПСС (ЦРК КПСС) — один из высших органов КПСС, по уставу отвечавший за финансовую отчётность партии, за быстроту и правильность прохождения дел в центральных органах партии, ревизовавший кассу и предприятия КПСС (партийные школы, издательства и др.). Избиралась съездом КПСС и была подотчётна ему. Члены Центральной ревизионной комиссии КПСС участвовали в работе пленумов ЦК КПСС (с правом совещательного голоса, как и кандидаты в члены ЦК).

## История
Возникла в 1919 году первоначально под названием Ревизионная комиссия, в 1920 году была переименована в Контрольную комиссию. В 1921 году произошло разделение Контрольной комиссии на ЦРК и ЦКК (последняя занималась контролем партийной дисциплины, в дальнейшем преобразована в Комитет партийного контроля при ЦК КПСС). На XXVIII съезде КПСС вместо ЦРК и КПК при ЦК КПСС образован единый орган — ЦКК КПСС.
23 марта 1919 года избрана на VIII съезде РКП(б) как Центральная ревизионная комиссия РКП(б) в составе:
- Курский, Дмитрий Иванович — народный комиссар юстиции РСФСР;
- Луначарский, Анатолий Васильевич — народный комиссар просвещения РСФСР;
- Цивцивадзе, Илья Венедиктович — председатель Следственной комиссии Московского революционного трибунала.

На XIV съезде ВКП(б), проходившем с 18 декабря по 31 декабря 1925 года переименована в Центральную ревизионную комиссию ВКП(б). Количество членов — 7.
На XIX съезде КПСС, проходившем с 5 октября по 14 октября 1952 года переименована в Центральную ревизионную комиссию КПСС. Количество членов — 37.
На XXVIII съезде КПСС, проходившем с 2 июля по 13 июля 1990 года упразднена в связи с восстановлением Центральной контрольной комиссии КПСС.

## Задачи ЦРК
По словам М. Ф. Владимирского в Отчёте Центральной ревизионной комиссии 27 января 1934 года:

На Центральную ревизионную комиссию уставом партии возложены две задачи: первая — проверка финансового хозяйства, кассы и хозяйственных предприятий Секретариата Центрального комитета партии и вторая — проверка работы аппарата Секретариата Центрального комитета партии в отношении своевременности и правильности прохождения дел.

## Председатели
- 16.3.1921 — 22.5.1924 — Ногин Виктор Павлович
- 31.5.1924 — 2.12.1927 — Курский Дмитрий Иванович
- 19.12.1927 — 2.4.1951 — Владимирский, Михаил Фёдорович
- 9.1952 — 3.2.1959 — Москатов Пётр Георгиевич
- 3.2.1959 — 17.10.1961 — Горкин Александр Фёдорович
- 31.10.1961 — 29.3.1966 — Муравьёва Нонна Александровна[4]
- 8.4.1966 — 25.2.1986 — Сизов Геннадий Фёдорович[5]
- 6.3.1986 — 30.9.1988 — Капитонов Иван Васильевич[6]
- 1988—1990 — Низовцева, Алла Афанасьевна (исполняющая обязанности)

## Бюро ЦРК КПСС
Рекордно большой состав (85 членов) её был избран на XXV съезде КПСС в 1976 г.
ЦРК КПСС избирала Бюро ЦРК КПСС. В состав Бюро ЦРК КПСС вошли председатель ЦРК КПСС, заместитель председателя ЦРК КПСС и члены Бюро ЦРК КПСС.
- 10 апреля 1984 года — 25 февраля 1986 года председатель Бюро Центральной ревизионной комиссии КПСС Сизов Геннадий Фёдорович.
- 6 марта 1986 года — 30 сентября 1988 года председатель Бюро Центральной ревизионной комиссии КПСС Капитонов Иван Васильевич.
- 30 сентября 1988 года — 9 июля 1990 года и. о. председателя Бюро Центральной ревизионной комиссии КПСС Низовцева Алла Афанасьевна.

Заместителями председателя ЦРК КПСС избирались:
Центральная Ревизионная Комиссия РКП(б) — ВКП(б) — КПСС, заместители председателя
- 15.12.1969 — 30.3.1971 Московский Василий Петрович
- 27.4.1973 — 24.2.1976 Теребилов Владимир Иванович
- 26.10.1976 — 5.2.1986 Халдеев Михаил Иванович
- 6.3.1986 — 9.7.1990 Низовцева Алла Афанасьевна

Члены Бюро ЦРК КПСС с 10.4.1984 по 25.2.1986 гг:
- председатель: Сизов Георгий Фёдорович
- заместитель председателя: Халдеев Михаил Иванович

члены Бюро:
- Коннов Вениамин Фёдорович
- Лукьянов Анатолий Иванович
- Федулова Алевтина Васильевна

члены Бюро ЦРК КПСС с 6.3.1986
председатель: Капитонов Иван Васильевич (30.9.1988 освобождён от обязанностей в связи с уходом на пенсию)
заместитель председателя: Низовцева Алла Афанасьевна (с 30.9.1988 исполняющий обязанности председателя ЦРК КПСС)
члены Бюро ЦРК КПСС:
- Коннов Вениамин Фёдорович
- Лаптев Павел Павлович
- Халдеев Михаил Иванович
- с 7.2 по 9.7.1990 года членом бюро избирался Шинкевич Иван Артёмович[7].